# Justyn (Wiszniewski)
Justyn, imię świeckie Joann Fiodorowicz Wiszniewski (ur. 1748 lub 1751 w Siergijewskim, zm. 19 stycznia?/31 stycznia 1826) – rosyjski biskup prawosławny.

## Życiorys
Ukończył seminarium duchowne w Riazaniu, następnie był w nim wykładowcą. Wieczyste śluby mnisze złożył w 1773. Dwa lata później został katechetą w korpusie kadetów. Od 1783 do 1799 był kapelanem cerkwi rosyjskiej w Wenecji. Po powrocie do Rosji otrzymał godność archimandryty i został przełożonym monasteru św. Józefa Wołokołamskiego, wszedł także w skład komisji duchownej przy eparchii moskiewskiej. Jeszcze w tym samym roku został przeniesiony do Świętojezierskiego Wałdajskiego Monasteru Iwerskiej Ikony Matki Bożej.
25 marca 1800 został wyświęcony na biskupa swijaskiego, wikariusza eparchii kazańskiej. W roku następnym brał udział w translacji relikwii Innocentego (Kulczyckiego). W 1802 został biskupem permskim i solikamskim. W 1818 otworzył w Permie oddział Towarzystwa Biblijnego. W Permie zorganizował seminarium duchowne, zaś w Jekaterynburgu - żeńską wspólnotę monastyczną. W 1823 odszedł w stan spoczynku, zmarł trzy lata później i został pochowany w soborze katedralnym w Permie, którego budowę sam zainicjował.